# Coupe du monde d'escalade sur glace
À ne pas confondre avec les Championnats du monde d'escalade sur glace.
La Coupe du monde d'escalade sur glace est une série de compétitions d'escalade sur glace organisée par l'Union internationale des associations d'alpinisme, chaque année depuis 2002.
Lors de chaque étape, les compétiteurs cumulent les points qui leur sont attribués en fonction de leur classement. À la fin de la saison, le classement général désigne les vainqueurs de la Coupe du monde, en difficulté et en vitesse. 

## Historique et épreuves au programme
La première compétition d'escalade sur glace a été organisé en 1912 sur le glacier de la Brenva à Courmayeur en Italie.
En 1998, des règles communes pour les compétitions sont établies, conduisant à l'apparition d'un circuit mondial, géré par une entreprise allemande, à partir de l'an 2000. Depuis 2002, ce circuit est organisé par l'Union internationale des associations d'alpinisme et comprend une coupe du monde, des championnats du monde, des championnats du monde junior et des compétitions continentales.
Jusqu'en 2016, une des étapes de la coupe du monde est désignée pour faire également office de championnats du monde. Depuis 2018, certaines étapes de la coupe du monde sont également des championnats continentaux.
En raison de la pandémie de Covid-19, puis de l'invasion de l'Ukraine par la Russie, les saisons 2020-2021 et 2021-2022 de la coupe du monde ne se sont pas déroulées en intégralité,.

## Règlements de la compétition
La coupe du monde d'escalade sur glace a lieu annuellement et regroupe jusqu'à dix étapes hébergées par différentes stations autour du monde.
Chaque étape propose pour les hommes et pour les femmes une épreuve de difficulté et une épreuve de vitesse. Les épreuves de difficulté comprennent une phase de qualification (s'il y a 19 concurrents ou plus), une demi-finale à 18 concurrents, une finale à 8 concurrents et exceptionnellement une super finale. Les épreuves de vitesses comprennent une phase d'élimination et une phase finale à 8 ou 16 concurrents dépendant du format.

### Système de points
Le vainqueur d'une étape de la coupe se voit attribuer 100 points pour le classement général. Seuls les trente premiers compétiteurs reçoivent des points. 
| Place  | 1   | 2  | 3  | 4  | 5  | 6  | 7  | 8  | 9  | 10 | 11 | 12 | 13 | 14 | 15 | 16 | 17 | 18 | 19 | 20 | 21 | 22 | 23 | 24 | 25 | 26 | 27 | 28 | 29 | 30 |
| ------ | --- | -- | -- | -- | -- | -- | -- | -- | -- | -- | -- | -- | -- | -- | -- | -- | -- | -- | -- | -- | -- | -- | -- | -- | -- | -- | -- | -- | -- | -- |
| Points | 100 | 80 | 65 | 55 | 51 | 47 | 43 | 40 | 37 | 34 | 31 | 28 | 26 | 24 | 22 | 20 | 18 | 16 | 14 | 12 | 10 | 9  | 8  | 7  | 6  | 5  | 4  | 3  | 2  | 1  |

Le classement général est calculé en fonction du nombre d'étapes de la saison. Jusqu'à cinq étapes, la somme des points de chaque compétition donne le résultat final de chaque compétiteur. Pour une saison de six ou sept étapes, une des compétitions ne compte pas dans le total des points, les compétiteurs qui ont participé à toutes les étapes peuvent alors supprimer leur moins bon résultat. Pour une saison de huit ou neuf étapes, deux compétitions ne comptent pas dans le total des points. Pour une saison de dix étapes, trois compétitions ne comptent pas dans le total des points.
Dans le cas où deux concurrents finissent ex æquo à la fin de la saison, une comparaison des résultats obtenus dans les épreuves où ils ont été en compétition directe permet de les départager.

## Éditions
| Détail des saisons de coupe du monde d'escalade sur glace | Détail des saisons de coupe du monde d'escalade sur glace | Détail des saisons de coupe du monde d'escalade sur glace | Détail des saisons de coupe du monde d'escalade sur glace                                                                                 | Détail des saisons de coupe du monde d'escalade sur glace                                                                                 | Détail des saisons de coupe du monde d'escalade sur glace                                                                                 | Détail des saisons de coupe du monde d'escalade sur glace                                                                                 | Détail des saisons de coupe du monde d'escalade sur glace                                                                                 | Détail des saisons de coupe du monde d'escalade sur glace                                                                                 | Détail des saisons de coupe du monde d'escalade sur glace                                                                                 | Détail des saisons de coupe du monde d'escalade sur glace                                                                                 | Détail des saisons de coupe du monde d'escalade sur glace                                                                                 | Détail des saisons de coupe du monde d'escalade sur glace                                                                                 | Détail des saisons de coupe du monde d'escalade sur glace                                                                                 | Détail des saisons de coupe du monde d'escalade sur glace                                                                                 | Détail des saisons de coupe du monde d'escalade sur glace |
| Saison                                                    | Étapes                                                    | Étapes                                                    | Étapes | Étapes | Étapes | Étapes | Étapes | Étapes | Étapes | Étapes | Étapes | Étapes | Nombre d'étapes | Nombre d'étapes | Ref.                                                      |
| Saison                                                    | 1                                                         | 1                                                         | 2 | 2 | 3 | 3 | 4 | 4 | 5 | 5 | 6 | 6 | Difficulté | Vitesse |                                                           |
| --------------------------------------------------------- | --------------------------------------------------------- | --------------------------------------------------------- | --- | --- | --- | --- | --- | --- | --- | --- | --- | --- | --- | --- | --------------------------------------------------------- |
| 2002                                                      | Italie, Valdaone                                          | Italie, Valdaone                                          | Autriche, Arzl im Pitztal | Autriche, Arzl im Pitztal | Russie, Kirov | Russie, Kirov | Canada, Quebec | Canada, Quebec | Suisse, Saas-Fee | Suisse, Saas-Fee | | | 5 | 4 | [ 5 ]                                                     |
| 2002                                                      | DIFF                                                      | DIFF                                                      | DIFF* | VIT* | DIFF | VIT | DIFF | VIT | DIFF | VIT | | | 5 | 4 | [ 5 ]                                                     |
| 2003                                                      | Italie, Valdaone                                          | Italie, Valdaone                                          | Autriche, Arzl im Pitztal | Autriche, Arzl im Pitztal | Russie, Kirov | Russie, Kirov | Suisse, Saas-Fee | Suisse, Saas-Fee | | | | | 4 | 3 | [ 6 ]                                                     |
| 2003                                                      | DIFF                                                      | DIFF                                                      | DIFF | VIT | DIFF* | VIT* | DIFF | VIT | | | | | 4 | 3 | [ 6 ]                                                     |
| 2004                                                      | Pas de saison de coupe du monde en 2004.                  | Pas de saison de coupe du monde en 2004.                  | Pas de saison de coupe du monde en 2004.                                                                                                  | Pas de saison de coupe du monde en 2004.                                                                                                  | Pas de saison de coupe du monde en 2004.                                                                                                  | Pas de saison de coupe du monde en 2004.                                                                                                  | Pas de saison de coupe du monde en 2004.                                                                                                  | Pas de saison de coupe du monde en 2004.                                                                                                  | Pas de saison de coupe du monde en 2004.                                                                                                  | Pas de saison de coupe du monde en 2004.                                                                                                  | Pas de saison de coupe du monde en 2004.                                                                                                  | Pas de saison de coupe du monde en 2004.                                                                                                  | Pas de saison de coupe du monde en 2004.                                                                                                  | Pas de saison de coupe du monde en 2004.                                                                                                  | [ 7 ]                                                     |
| 2005                                                      | Pas de saison de coupe du monde en 2005.                  | Pas de saison de coupe du monde en 2005.                  | Pas de saison de coupe du monde en 2005.                                                                                                  | Pas de saison de coupe du monde en 2005.                                                                                                  | Pas de saison de coupe du monde en 2005.                                                                                                  | Pas de saison de coupe du monde en 2005.                                                                                                  | Pas de saison de coupe du monde en 2005.                                                                                                  | Pas de saison de coupe du monde en 2005.                                                                                                  | Pas de saison de coupe du monde en 2005.                                                                                                  | Pas de saison de coupe du monde en 2005.                                                                                                  | Pas de saison de coupe du monde en 2005.                                                                                                  | Pas de saison de coupe du monde en 2005.                                                                                                  | Pas de saison de coupe du monde en 2005.                                                                                                  | Pas de saison de coupe du monde en 2005.                                                                                                  | [ 8 ]                                                     |
| 2006                                                      | Italie, Valdaone                                          | Italie, Valdaone                                          | Spizak | Spizak | Suisse, Saas-Fee | Suisse, Saas-Fee | Roumanie, Bușteni | Roumanie, Bușteni | Norvège,Hemsedal | Norvège,Hemsedal | | | 5 | 4 | ,                                                         |
| 2006                                                      | DIFF                                                      | VIT                                                       | DIFF | DIFF | DIFF | VIT | DIFF | VIT | DIFF | VIT | | | 5 | 4 | ,                                                         |
| 2007                                                      | Italie, Valdaone                                          | Italie, Valdaone                                          | Suisse, Saas-Fee | Suisse, Saas-Fee | Roumanie, Bușteni | Roumanie, Bușteni | | | | | | | 3 | 2 | ,                                                         |
| 2007                                                      | DIFF                                                      | DIFF                                                      | DIFF* | VIT | DIFF | VIT* | | | | | | | 3 | 2 | ,                                                         |
| 2008                                                      | Italie, Valdaone                                          | Italie, Valdaone                                          | Roumanie, Bușteni | Roumanie, Bușteni | Suisse, Saas-Fee | Suisse, Saas-Fee | | | | | | | 3 | 3 | ,                                                         |
| 2008                                                      | DIFF                                                      | VIT                                                       | DIFF | VIT | DIFF | VIT | | | | | | | 3 | 3 | ,                                                         |
| 2009                                                      | Italie, Valdaone                                          | Italie, Valdaone                                          | Suisse, Saas-Fee | Suisse, Saas-Fee | Slovénie,Mojstrana | Slovénie,Mojstrana | Roumanie, Bușteni | Roumanie, Bușteni | | | | | 3 | 3 | ,                                                         |
| 2009                                                      | DIFF                                                      | DIFF                                                      | DIFF* | VIT* | VIT | VIT | DIFF | VIT | | | | | 3 | 3 | ,                                                         |
| 2010                                                      | Russie, Kirov                                             | Russie, Kirov                                             | Italie, Valdaone | Italie, Valdaone | Suisse, Saas-Fee | Suisse, Saas-Fee | Roumanie, Bușteni | Roumanie, Bușteni | | | | | 4 | 4 | ,                                                         |
| 2010                                                      | DIFF                                                      | VIT                                                       | DIFF | VIT | DIFF | VIT | DIFF | VIT | | | | | 4 | 4 | ,                                                         |
| 2011                                                      | Corée du Sud, Cheongsong                                  | Corée du Sud, Cheongsong                                  | Suisse, Saas-Fee | Suisse, Saas-Fee | Roumanie, Bușteni | Roumanie, Bușteni | Russie, Kirov | Russie, Kirov | | | | | 4 | 4 | ,                                                         |
| 2011                                                      | DIFF                                                      | VIT                                                       | DIFF | VIT | DIFF* | VIT | DIFF | VIT* | | | | | 4 | 4 | ,                                                         |
| 2012                                                      | Corée du Sud, Cheongsong                                  | Corée du Sud, Cheongsong                                  | Suisse, Saas-Fee | Suisse, Saas-Fee | France, Champagny-en-Vanoise | France, Champagny-en-Vanoise | Roumanie, Bușteni | Roumanie, Bușteni | Russie, Kirov | Russie, Kirov | | | 5 | 5 | ,                                                         |
| 2012                                                      | DIFF                                                      | VIT                                                       | DIFF | VIT | DIFF | VIT | DIFF | VIT | DIFF | VIT | | | 5 | 5 | ,                                                         |
| 2013                                                      | Corée du Sud, Cheongsong                                  | Corée du Sud, Cheongsong                                  | Suisse, Saas-Fee | Suisse, Saas-Fee | Italie, Moso in Passiria | Italie, Moso in Passiria | Roumanie, Bușteni | Roumanie, Bușteni | Russie, Kirov | Russie, Kirov | | | 5 | 5 | ,                                                         |
| 2013                                                      | DIFF*                                                     | VIT                                                       | DIFF | VIT | DIFF | VIT | DIFF | VIT | DIFF | VIT* | | | 5 | 5 | ,                                                         |
| 2014                                                      | Corée du Sud, Cheongsong                                  | Corée du Sud, Cheongsong                                  | Roumanie, Bușteni | Roumanie, Bușteni | Suisse, Saas-Fee | Suisse, Saas-Fee | France, Champagny-en-Vanoise | France, Champagny-en-Vanoise | UFA | UFA | | | 5 | 4 | ,                                                         |
| 2014                                                      | DIFF                                                      | VIT                                                       | DIFF | DIFF | DIFF | VIT | DIFF | VIT | DIFF | VIT | | | 5 | 4 | ,                                                         |
| 2014/2015                                                 | États-Unis, Bozeman                                       | États-Unis, Bozeman                                       | Corée du Sud, Cheongsong | Corée du Sud, Cheongsong | Suisse, Saas-Fee | Suisse, Saas-Fee | Italie, Moso in Passiria | Italie, Moso in Passiria | France, Champagny-en-Vanoise | France, Champagny-en-Vanoise | Russie, Kirov | Russie, Kirov | 6 | 6 | ,                                                         |
| 2014/2015                                                 | DIFF                                                      | VIT                                                       | DIFF | VIT | DIFF | VIT | DIFF* | VIT | DIFF | VIT | DIFF | VIT* | 6 | 6 | ,                                                         |
| 2015/2016                                                 | États-Unis, Bozeman                                       | États-Unis, Bozeman                                       | Corée du Sud, Cheongsong | Corée du Sud, Cheongsong | Suisse, Saas-Fee | Suisse, Saas-Fee | Italie, Moso in Passiria | Italie, Moso in Passiria | | | | | 4 | 4 | ,                                                         |
| 2015/2016                                                 | DIFF                                                      | VIT                                                       | DIFF | VIT | DIFF | VIT | DIFF | VIT | | | | | 4 | 4 | ,                                                         |
| 2016/2017                                                 | États-Unis, Durango                                       | États-Unis, Durango                                       | Chine, Pékin | Chine, Pékin | Corée du Sud, Cheongsong | Corée du Sud, Cheongsong | Suisse, Saas-Fee | Suisse, Saas-Fee | Italie, Moso in Passiria | Italie, Moso in Passiria | | | 5 | 4 | ,                                                         |
| 2016/2017                                                 | DIFF                                                      | DIFF                                                      | DIFF | VIT | DIFF | VIT | DIFF | VIT | DIFF | VIT | | | 5 | 4 | ,                                                         |
| 2017/2018                                                 | Suisse, Saas-Fee                                          | Suisse, Saas-Fee                                          | Italie, Moso in Passiria | Italie, Moso in Passiria | Chine, Hohhot | Chine, Hohhot | Corée du Sud, Cheongsong | Corée du Sud, Cheongsong | Russie, Kirov | Russie, Kirov | | | 5 | 5 | ,                                                         |
| 2017/2018                                                 | DIFF                                                      | VIT                                                       | DIFF | VIT | DIFF | VIT | DIFF*** | VIT*** | DIFF** | VIT** | | | 5 | 5 | ,                                                         |
| 2018/2019                                                 | Corée du Sud, Cheongsong                                  | Corée du Sud, Cheongsong                                  | Chine, Pékin | Chine, Pékin | Suisse, Saas-Fee | Suisse, Saas-Fee | Italie, Moso in Passiria | Italie, Moso in Passiria | France, Champagny-en-Vanoise | France, Champagny-en-Vanoise | États-Unis, Denver | États-Unis, Denver | 6 | 6 | ,                                                         |
| 2018/2019                                                 | DIFF                                                      | VIT                                                       | DIFF | VIT | DIFF | VIT | DIFF | VIT | DIFF | VIT | DIFF | VIT | 6 | 6 | ,                                                         |
| 2019/2020                                                 | Russie, Kirov                                             | Russie, Kirov                                             | Chine, Changchun | Chine, Changchun | Corée du Sud, Cheongsong | Corée du Sud, Cheongsong | Suisse, Saas-Fee | Suisse, Saas-Fee | | | | | 3 | 3 | ,                                                         |
| 2019/2020                                                 | Annulée                                                   | Annulée                                                   | DIFF | VIT | DIFF*** | VIT*** | DIFF** | VIT** | | | | | 3 | 3 | ,                                                         |
| 2020/2021                                                 | Russie, Kirov                                             | Russie, Kirov                                             | | | | | | | | | | | | | [ 2 ]                                                     |
| 2020/2021                                                 | DIFF                                                      | VIT                                                       | En raison de la pandémie de Covid-19, la saison 2020-2021 de la coupe du monde ne s'est pas déroulée en intégralité.                      | En raison de la pandémie de Covid-19, la saison 2020-2021 de la coupe du monde ne s'est pas déroulée en intégralité.                      | En raison de la pandémie de Covid-19, la saison 2020-2021 de la coupe du monde ne s'est pas déroulée en intégralité.                      | En raison de la pandémie de Covid-19, la saison 2020-2021 de la coupe du monde ne s'est pas déroulée en intégralité.                      | En raison de la pandémie de Covid-19, la saison 2020-2021 de la coupe du monde ne s'est pas déroulée en intégralité.                      | En raison de la pandémie de Covid-19, la saison 2020-2021 de la coupe du monde ne s'est pas déroulée en intégralité.                      | En raison de la pandémie de Covid-19, la saison 2020-2021 de la coupe du monde ne s'est pas déroulée en intégralité.                      | En raison de la pandémie de Covid-19, la saison 2020-2021 de la coupe du monde ne s'est pas déroulée en intégralité.                      | En raison de la pandémie de Covid-19, la saison 2020-2021 de la coupe du monde ne s'est pas déroulée en intégralité.                      | En raison de la pandémie de Covid-19, la saison 2020-2021 de la coupe du monde ne s'est pas déroulée en intégralité.                      | En raison de la pandémie de Covid-19, la saison 2020-2021 de la coupe du monde ne s'est pas déroulée en intégralité.                      | En raison de la pandémie de Covid-19, la saison 2020-2021 de la coupe du monde ne s'est pas déroulée en intégralité.                      | [ 2 ]                                                     |
| 2021/2022                                                 | Corée du Sud, Cheongsong                                  | Corée du Sud, Cheongsong                                  | | | | | | | | | | | | | ,                                                         |
| 2021/2022                                                 | Annulée                                                   | Annulée                                                   | En raison de la pandémie de Covid-19 et de l'invasion de l'Ukraine par la Russie, la saison 2021-2022 de la coupe du monde a été annulée. | En raison de la pandémie de Covid-19 et de l'invasion de l'Ukraine par la Russie, la saison 2021-2022 de la coupe du monde a été annulée. | En raison de la pandémie de Covid-19 et de l'invasion de l'Ukraine par la Russie, la saison 2021-2022 de la coupe du monde a été annulée. | En raison de la pandémie de Covid-19 et de l'invasion de l'Ukraine par la Russie, la saison 2021-2022 de la coupe du monde a été annulée. | En raison de la pandémie de Covid-19 et de l'invasion de l'Ukraine par la Russie, la saison 2021-2022 de la coupe du monde a été annulée. | En raison de la pandémie de Covid-19 et de l'invasion de l'Ukraine par la Russie, la saison 2021-2022 de la coupe du monde a été annulée. | En raison de la pandémie de Covid-19 et de l'invasion de l'Ukraine par la Russie, la saison 2021-2022 de la coupe du monde a été annulée. | En raison de la pandémie de Covid-19 et de l'invasion de l'Ukraine par la Russie, la saison 2021-2022 de la coupe du monde a été annulée. | En raison de la pandémie de Covid-19 et de l'invasion de l'Ukraine par la Russie, la saison 2021-2022 de la coupe du monde a été annulée. | En raison de la pandémie de Covid-19 et de l'invasion de l'Ukraine par la Russie, la saison 2021-2022 de la coupe du monde a été annulée. | En raison de la pandémie de Covid-19 et de l'invasion de l'Ukraine par la Russie, la saison 2021-2022 de la coupe du monde a été annulée. | En raison de la pandémie de Covid-19 et de l'invasion de l'Ukraine par la Russie, la saison 2021-2022 de la coupe du monde a été annulée. | ,                                                         |
| 2022/2023                                                 | Corée du Sud, Cheongsong                                  | Corée du Sud, Cheongsong                                  | France, Champagny-en-Vanoise | France, Champagny-en-Vanoise | Suisse, Saas-Fee | Suisse, Saas-Fee | | | | | | | 3 | 3 | [ 66 ]                                                    |
| 2022/2023                                                 | DIFF***                                                   | VIT***                                                    | DIFF** | VIT** | DIFF | VIT | | | | | | | 3 | 3 | [ 66 ]                                                    |
| 2023/2024                                                 | Corée du Sud, Cheongsong                                  | Corée du Sud, Cheongsong                                  | Suisse, Saas-Fee | Suisse, Saas-Fee | Canada, Edmonton | Canada, Edmonton | | | | | | | 3 | 3 | [ 67 ]                                                    |
| 2023/2024                                                 | DIFF                                                      | VIT                                                       | DIFF | VIT | DIFF* | VIT* | | | | | | | 3 | 3 | [ 67 ]                                                    |

Les épreuves marquées d'une * sont également des championnats du monde.
Les épreuves marquées de ** sont également des championnats d'Europe.
Les épreuves marquées de *** sont également des championnats d'Asie.

## Palmarès

### Hommes

#### Difficulté
| Saison    | Vainqueur                      | Deuxième              | Troisième                      |
| 2002      | Dimitri Bytchkov Daniel Du Lac | -                     | Harald Berger                  |
| 2003      | Harald Berger                  | Alexey Tomilov        | Yevgen Kryvosheytsev           |
| 2004      | Pas de coupe du monde          | Pas de coupe du monde | Pas de coupe du monde          |
| 2005      | Pas de coupe du monde          | Pas de coupe du monde | Pas de coupe du monde          |
| 2006      | Harald Berger                  | Simon Wandeler        | Markus Bendler                 |
| 2007      | Yevgen Kryvosheytsev           | Markus Bendler        | Alexey Tomilov                 |
| 2008      | Simon Anthanmatten             | Markus Bendler        | Yevgen Kryvosheytsev           |
| 2009      | Markus Bendler                 | Park Hee-yong         | Alexey Tomilov                 |
| 2010      | Markus Bendler                 | Park Hee-yong         | Maxim Tomilov                  |
| 2011      | Park Hee-yong                  | Maxim Tomilov         | Markus Bendler                 |
| 2012      | Maxim Tomilov                  | Alexey Tomilov        | Park Hee-yong                  |
| 2013      | Park Hee-yong                  | Maxim Tomilov         | Valentyn Sypavin               |
| 2014      | Maxim Tomilov                  | Park Hee-yong         | Alexey Tomilov                 |
| 2014/2015 | Maxim Tomilov                  | Park Hee-yong         | Alexey Tomilov                 |
| 2015/2016 | Maxim Tomilov                  | Park Hee-yong         | Janez Svoljsak                 |
| 2016/2017 | Park Hee-yong                  | Nikolai Kuzovlev      | Maxim Tomilov                  |
| 2017/2018 | Maxim Tomilov                  | Alexey Dengin         | Mohamadreza Safdarian Korouyeh |
| 2018/2019 | Nikolai Kuzovlev               | Park Hee-yong         | Yannick Glatthard              |
| 2019/2020 | Louna Ladevant                 | Nikolai Kuzovlev      | Kwon Younghye                  |
| 2020/2021 | Pas de coupe du monde          | Pas de coupe du monde | Pas de coupe du monde          |
| 2021/2022 | Pas de coupe du monde          | Pas de coupe du monde | Pas de coupe du monde          |
| 2022/2023 | Louna Ladevant                 | Park Hee-yong         | Benjamin Bosshard              |
| 2023/2024 | Younggeon Lee                  | Keenan Griscom        | Virgile Devin                  |

#### Vitesse
| Saison    | Vainqueur                  | Deuxième                     | Troisième                   |
| 2002      | Yevgen Kryvosheytsev       | Alexander Matveev            | Urs Odermatt Yury Oleinikov |
| 2003      | Alexander Matveev          | Nikolai Shved Yury Oleinikov | -                           |
| 2004      | Pas de coupe du monde      | Pas de coupe du monde        | Pas de coupe du monde       |
| 2005      | Pas de coupe du monde      | Pas de coupe du monde        | Pas de coupe du monde       |
| 2006      | Maxim Vlasov               | Urs Odermatt                 | Igor Fayzullin              |
| 2007      | Alexander Matveev          | Nikolai Shved                | Igor Fayzullin              |
| 2008      | Matevz Vukotic             | Maxim Tomilov                | Kirill Kolchegoshev         |
| 2009      | Pavel Gulyaev              | Pavel Batushev               | Nikolai Shved               |
| 2010      | Pavel Gulyaev              | Pavel Batushev               | Igor Fayzullin              |
| 2011      | Pavel Batushev             | Pavel Gulyaev                | Maxim Tomilov               |
| 2012      | Kirill Kolchegoshev        | Alexey Tomilov               | Pavel Batushev              |
| 2013      | Egor Trapeznikov           | Ivan Spitsyn                 | Pavel Gulyaev               |
| 2014      | Nikolai Kuzovlev           | Vladimir Kartashev           | Alexey Vagin                |
| 2014/2015 | Nikolai Kuzovlev           | Vladimir Kartashev           | Egor Trapeznikov            |
| 2015/2016 | Maxim Tomilov              | Alexey Vagin                 | Vladimir Kartashev          |
| 2016/2017 | Vladimir Kartashev         | Radomir Proshchenko*         | Leonid Malykh               |
| 2017/2018 | Nikolai Kuzovlev           | Ivan Spitsyn                 | Anton Nemov                 |
| 2018/2019 | Anton Nemov                | Nikolai Kuzovlev             | Vladislav Iurlov            |
| 2019/2020 | Anton Nemov                | Nikita Glazyrin              | Nikolai Kuzovlev            |
| 2020/2021 | Pas de coupe du monde      | Pas de coupe du monde        | Pas de coupe du monde       |
| 2021/2022 | Pas de coupe du monde      | Pas de coupe du monde        | Pas de coupe du monde       |
| 2022/2023 | Mohsen Behesti Rad         | Yang Myung-Wook              | Mohammad Reza Safdarian     |
| 2023/2024 | Mandakhbayar Chuluunbaatar | Mohammad Reza Safdarian      | Mohsen Behesti Rad          |

* Les résultats de Pavel Batushev, initialement 2e à l'issue de la saison 2016/2017, ont été partiellement annulés pour cause de dopage.

### Femmes

#### Difficulté
| Saison    | Vainqueure            | Deuxième              | Troisième             |
| 2002      | Ines Papert           | Kirsten Buchmann      | Ksenia Sdobnikova     |
| 2003      | Ines Papert           | Ksenia Sdobnikova     | -                     |
| 2004      | Pas de coupe du monde | Pas de coupe du monde | Pas de coupe du monde |
| 2005      | Pas de coupe du monde | Pas de coupe du monde | Pas de coupe du monde |
| 2006      | Ines Papert           | Anna Torretta         | Stephanie Maureau     |
| 2007      | Jenny Lavarda         | Petra Müller          | Stephanie Maureau     |
| 2008      | Jenny Lavarda         | Petra Müller          | Natalya Kulikova      |
| 2009      | Maria Tolokonina      | Angelika Rainer       | Stephanie Maureau     |
| 2010      | Anna Gallyamova       | Angelika Rainer       | Stephanie Maureau     |
| 2011      | Anna Gallyamova       | Lucie Hrozova         | Shin Woon Seon        |
| 2012      | Angelika Rainer       | Maria Tolokonina      | Anna Gallyamova       |
| 2013      | Maria Tolokonina      | Angelika Rainer       | Shin Woon Seon        |
| 2014      | Maria Tolokonina      | Angelika Rainer       | Shin Woon Seon        |
| 2014/2015 | Angelika Rainer       | Petra Klinger         | Song Han Na Rai       |
| 2015/2016 | Maria Tolokonina      | Ekaterina Vlasova     | Song Han Na Rai       |
| 2016/2017 | Song Han Na Rai       | Angelika Rainer       | Maria Tolokonina      |
| 2017/2018 | Shin Woon Seon        | Maria Tolokonina      | Song Han Na Rai       |
| 2018/2019 | Maria Tolokonina      | Shin Woon Seon        | Eimir McSwiggan       |
| 2019/2020 | Maria Tolokonina      | Shin Woon Seon        | Sina Goetz            |
| 2020/2021 | Pas de coupe du monde | Pas de coupe du monde | Pas de coupe du monde |
| 2021/2022 | Pas de coupe du monde | Pas de coupe du monde | Pas de coupe du monde |
| 2022/2023 | Petra Klingler        | Sina Goetz            | Shin Woon Seon        |
| 2023/2024 | Shin Woon Seon        | Sina Goetz            | Marion Salmon-Thomas  |

#### Vitesse
| Saison    | Vainqueure                            | Deuxième                             | Troisième                    |
| 2002      | Ines Papert                           | Nadejda Iakimova Margarita Kolodkina | -                            |
| 2003      | Ines Papert                           | Nadejda Iakimova                     | -                            |
| 2004      | Pas de coupe du monde                 | Pas de coupe du monde                | Pas de coupe du monde        |
| 2005      | Pas de coupe du monde                 | Pas de coupe du monde                | Pas de coupe du monde        |
| 2006      | Julia Oleynikova                      | Natalya Kulikova                     | Maria Tolokonina (Shabalina) |
| 2007      | Maria Tolokonina (Shabalina)          | Maria Muravyeva                      | Maryam Filippova             |
| 2008      | Maria Tolokonina                      |                                      |                              |
| 2009      | Maria Tolokonina                      | Maryam Filippova                     | Julia Oleynikova             |
| 2010      | Nadezda Shubina                       | Viktoria Shabalina                   | Maryam Filippova             |
| 2011      | Maria Tolokonina                      | Natalya Kulikova                     | Irina Bagaeva                |
| 2012      | Maryam Filippova                      | Maria Krasavina                      | Maria Tolokonina             |
| 2013      | Julia Oleynikova                      | Maryam Filippova                     | Ekaterina Feoktistova        |
| 2014      | Maryam Filippova                      | Ekaterina Feoktistova                | Natalya Kulikova             |
| 2014/2015 | Ekaterina Feoktistova                 | Ekaterina Koshcheeva                 | Maria Krasavina              |
| 2015/2016 | Maria Tolokonina                      | Ekaterina Koshcheeva                 | Maryam Filippova             |
| 2016/2017 | Maria Tolokonina Ekaterina Koshcheeva | -                                    | Ekaterina Feoktistova        |
| 2017/2018 | Ekaterina Koshcheeva                  | Natalia Belyaeva                     | Ekaterina Feoktistova        |
| 2018/2019 | Ekaterina Koshcheeva                  | Maria Tolokonina                     | Natalia Savitskaia           |
| 2019/2020 | Maria Tolokonina                      | Valeriia Bogdan                      | Alena Vlasova                |
| 2020/2021 | Pas de coupe du monde                 | Pas de coupe du monde                | Pas de coupe du monde        |
| 2021/2022 | Pas de coupe du monde                 | Pas de coupe du monde                | Pas de coupe du monde        |
| 2022/2023 | Vivien Labarile                       | Olga Kosek                           | Marion Salmon-Thomas         |
| 2023/2024 | Aneta Louzecka                        | Olga Kosek                           | Lorena Beck                  |

## Principaux vainqueurs de la coupe du monde d'escalade sur glace

### Hommes
| Pays         | Nom                  | Nombre de titres | Nombre de titres | Nombre de titres |
| Pays         | Nom                  | Total            | Diff.            | Vit.             |
| ------------ | -------------------- | ---------------- | ---------------- | ---------------- |
| Russie       | Maxim Tomilov        | 6                | 5                | 1                |
| Russie       | Nikolai Kuzovlev     | 4                | 1                | 3                |
| Corée du Sud | Park Hee-yong        | 3                | 3                | -                |
| Autriche     | Harald Berger        | 2                | 2                | -                |
| Autriche     | Markus Bendler       | 2                | 2                | -                |
| Russie       | Pavel Gulyaev        | 2                | -                | 2                |
| Ukraine      | Yevgen Kryvosheytsev | 2                | 1                | 1                |
| Russie       | Alexander Matveev    | 2                | -                | 2                |
| Russie       | Anton Nemov          | 2                | -                | 2                |
| France       | Louna Ladevant       | 2                | 2                | -                |

### Femmes
| Pays         | Nom                  | Nombre de titres | Nombre de titres | Nombre de titres |
| Pays         | Nom                  | Total            | Diff.            | Vit.             |
| ------------ | -------------------- | ---------------- | ---------------- | ---------------- |
| Russie       | Maria Tolokonina     | 13               | 6                | 7                |
| Allemagne    | Ines Papert          | 5                | 3                | 2                |
| Russie       | Ekaterina Koshcheeva | 4                | -                | 4                |
| Russie       | Maryam Filippova     | 2                | -                | 2                |
| Russie       | Anna Gallyamova      | 2                | 2                | -                |
| Italie       | Jenny Lavarda        | 2                | 2                | -                |
| Russie       | Julia Oleynikova     | 2                | -                | 2                |
| Italie       | Angelika Rainer      | 2                | 2                | -                |
| Corée du Sud | Shin Woon Seon       | 2                | 2                | -                |